# 盘丝洞
盘丝洞是中国四大名著之一的《西游记》第七十二回中出现的一个地名。在这一回中记述了唐僧师徒四人西行途中，遇七只蜘蛛精化作的美女。猪八戒被迷惑而被擒，唐僧也被骗进盘丝洞中面临杀身之祸。最后被孙悟空搭救出来的故事。

## 相關
- 盘丝洞_(1927年电影)
- 盘丝洞_(1967年电影)